# Tuborgs 50 Aars Jubilæum - brudstykke
|  | Denne artikel er oprettet af botten Steenthbot ud fra en ekstern database. Den kan derfor have sproglige fejl eller mangler. Denne skabelon kan fjernes efter kontrol af indholdet. |

Tuborgs 50 Aars Jubilæum - brudstykke er en dansk dokumentarisk optagelse fra 1923.

## Handling
Den 13. maj 1923 fejrer Tuborg 50 års-dagen for sin beståen. Dagen fejres på bryggeriets hovedkvarter i Hellerup.